# إدي بالمر
إدي بالمر (بالإنجليزية: Eddie Palmer)‏ (1892 - ) هو ملاكم أمريكي، صنّف ضمن فئة الوزن المتوسط ووزن الويلتر.

## روابط خارجية
- إدي بالمر على موقع بوكس ريك (الإنجليزية) (registration required)